# Ladysmith (Columbia Britannica)
Ladysmith è una città di 7 583 abitanti della Columbia Britannica, Canada.